# Dąbrowa (rejon mikołajowski)
Dąbrowa (ukr. Дуброва, Dubrowa) – wieś na Ukrainie w rejonie stryjskim (do 2020 roku w rejonie mikołajowskim) obwodu lwowskiego.

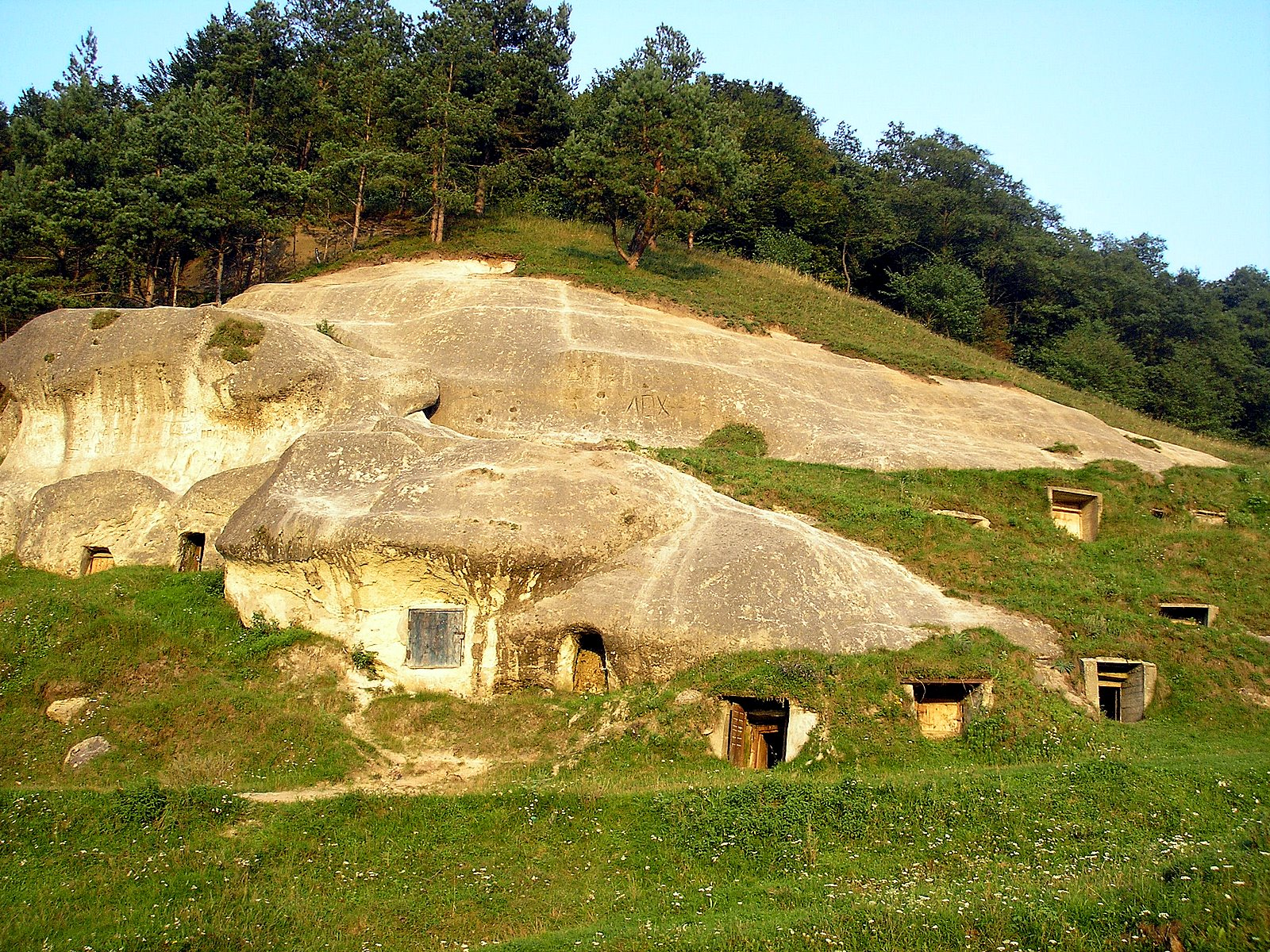
Grodzisko Stulsko - wykute ludzką ręką jaskinie, służące obecnie jako piwnice (Dąbrowa)